# Mariner of the Seas
O Mariner of the Seas é um navio destinado a cruzeiros operado pela companhia norte-americana Royal Caribbean International. O navio foi lançado em 2003.
Estreou no Brasil em fevereiro de 2011, com uma curta temporada nacional. Por cerca de um mês, ofereceu uma série de viagens entre Santos, Rio de Janeiro e Salvador. 
Na ocasião, se tornou o maior navio de cruzeiros da história a navegar regularmente no litoral nacional. 